# Concierto para teclado n.º 11 (Haydn)

El Concierto para teclado n.º 11 en re mayor, Hob. XVIII/11 fue escrito por Joseph Haydn entre 1780 y 1783. Fue compuesto originalmente para clavecín o fortepiano, y orquestado para cuerdas, dos oboes y dos trompas. Es el concierto para teclado más conocido de Haydn, especialmente por el rondó a la húngara del finale. Consta de tres movimientos:
1. Vivace
2. Un poco adagio
3. Rondo all'Ungarese

- Datos: Q5801981